# Xã Van Buren, Quận Darke, Ohio
Xã Van Buren (tiếng Anh: Van Buren Township) là một xã thuộc quận Darke, tiểu bang Ohio, Hoa Kỳ. Năm 2010, dân số của xã này là 1.469 người.